# Titularbistum Croae
Croae (ital.: Croe (Croia)) ist ein Titularbistum der römisch-katholischen Kirche. 
Es geht zurück auf ein früheres Bistum der antiken Stadt Kruja in der römischen Provinz Macedonia bzw. Epirus nova im heutigen Albanien. Es gehörte der Kirchenprovinz Durrës an.
| Titularbischöfe von Croae |                                   |                                                                |                    |                   |
| Nr.                       | Name                              | Amt                                                            | von                | bis               |
| 1                         | Isidoro Aparici Gilart            | Weihbischof in Valencia (Spanien)                              | 25. Januar 1694    | 1. Januar 1711    |
| 2                         | Giovanni Battista di Mandello OFM | Apostolischer Vikar von Shanxi (China)                         | 17. Februar 1792   | 23. Juni 1804     |
| 3                         | Andrea Canova OFMCap              | Apostolischer Vikar von Sofia und Plowdiw (Bulgarien)          | Dezember 1847      | 9. August 1866    |
| 4                         | Moise Amberbojan CAM              |                                                                | 7. Februar 1885    |                   |
| 5                         | Giovanni Barcia                   |                                                                | 20. April 1902     |                   |
| 6                         | Antônio José dos Santos CM        | Weihbischof in Diamantina (Brasilien)                          | 13. Dezember 1918  | 22. November 1929 |
| 7                         | Crisanto Luque Sánchez            | Weihbischof in Tunja (Kolumbien)                               | 16. Januar 1931    | 9. September 1932 |
| 8                         | John Bernard MacGinley            | Altbischof von Monterey-Fresno (USA)                           | 26. September 1932 | 18. Oktober 1969  |
| 9                         | Evelio Ramos Díaz                 | Weihbischof in San Cristóbal de la Habana (Kuba)               | 26. Oktober 1970   | 25. November 1976 |
| 10                        | Edgardo Gabriel Storni            | Weihbischof in Santa Fe (Argentinien)                          | 4. Januar 1977     | 28. August 1984   |
| 11                        | Santiago García Aracil            | Weihbischof in Valencia (Spanien)                              | 20. November 1984  | 31. Mai 1988      |
| 12                        | Michel Malo IdP                   | Weihbischof in Majunga Weihbischof in Antsiranana (Madagaskar) | 1. September 1988  | 29. März 1996     |
| 13                        | Emilio Simeon Allué SDB           | Weihbischof in Boston (USA)                                    | 24. Juli 1996      | 26. April 2020    |
| 14                        | Bruce Lewandowski CSsR            | Weihbischof in Baltimore (USA)                                 | 10. Juni 2020      | 8. April 2025     |